# Klein Gladebrügge
Klein Gladebrügge er en by og en kommune i det nordlige Tyskland, beliggende i Amt Trave-Land under Kreis Segeberg. Kreis Segeberg ligger i den sydøstlige del af delstaten Slesvig-Holsten.

## Geografi
Klein Gladebrügge ligger lige syd for Bad Segeberg ved floden Trave. Mod vest går motorvejen A 21 fra Bad Segeberg mod Bad Oldesloe, mod nord A 20 fra Bad Segeberg (Weede) mod Lübeck.